# Mehmet Topuz
Mehmet Topuz (ur. 7 września 1983 w Yozgacie) – piłkarz turecki grający na pozycji prawego lub środkowego pomocnika.

## Kariera klubowa
Karierę piłkarską Topuz rozpoczął w klubie z miasta Kayseri o nazwie Kayseri Yolspor. Następnie przeszedł do Kayseri Erciyessporu, zwanego wówczas Kayserisporem. 21 października 2000 roku zadebiutował w drugiej lidze w wygranym 7:1 domowym spotkaniu z Çorlusporem. Od sezonu 2002/2003 był podstawowym zawodnikiem klubu i grał w nim do końca 2004 roku.
Latem 2004 Topuz przeszedł do Kayserisporu, który zamienił się nazwą z Kayseri Erciyessporem i awansował wiosną tamtego roku do pierwszej ligi. W niej swój debiut zanotował 7 sierpnia w meczu z Trabzonsporem, przegranym przez Kayserispor 0:3. Z kolei 24 października 2004 zdobył pierwszego gola w Superlidze, w zwycięskim 4:1 domowym meczu z Akçaabatem Sebatspor. W 2006, 2007 i 2008 roku zajął z Kayserisporem 5. miejsce w lidze, najwyższe w historii występów klubu w pierwszej lidze. W 2006 roku wygrał też Puchar Intertoto. Z kolei w 2008 roku wystąpił w wygranym po serii rzutów karnych (11:10) z Gençlerbirliği Ankara finale Pucharu Turcji. W Kayserisporze Topuz grał do końca sezonu 2008/2009.
W 2009 roku Topuz otrzymał oferty z dwóch stambulskich zespołów: Beşiktaşu JK i Fenerbahçe SK. Ostatecznie w czerwcu podpisał kontrakt z tym drugim zespołem. Suma transferu wyniosła 7,5 miliona euro, a dodatkowo do Kayserisporu powędrował gracz Fenerbahçe Gökhan Emreciksin. W 2016 roku odszedł z klubu.
| Sezon   | Klub                | Kraj   | Rozgrywki | Mecze | Bramki |
| ------- | ------------------- | ------ | --------- | ----- | ------ |
| 2000/01 | Kayseri Erciyesspor | Turcja | 1. Lig    | 10    | 1      |
| 2001/02 | Kayseri Erciyesspor | Turcja | 1. Lig    | 10    | 0      |
| 2002/03 | Kayseri Erciyesspor | Turcja | 1. Lig    | 20    | 3      |
| 2003/04 | Kayseri Erciyesspor | Turcja | 1. Lig    | 29    | 10     |
| 2004/05 | Kayserispor         | Turcja | Süper Lig | 33    | 3      |
| 2005/06 | Kayserispor         | Turcja | Süper Lig | 32    | 4      |
| 2006/07 | Kayserispor         | Turcja | Süper Lig | 32    | 8      |
| 2007/08 | Kayserispor         | Turcja | Süper Lig | 32    | 9      |
| 2008/09 | Kayserispor         | Turcja | Süper Lig | 28    | 9      |
| 2009/10 | Fenerbahçe SK       | Turcja | Süper Lig | 28    | 1      |
| 2010/11 | Fenerbahçe SK       | Turcja | Süper Lig | 34    | 1      |
| 2011/12 | Fenerbahçe SK       | Turcja | Süper Lig | 33    | 3      |
| 2012/13 | Fenerbahçe SK       | Turcja | Süper Lig | 22    | 1      |
| 2013/14 | Fenerbahçe SK       | Turcja | Süper Lig | 24    | 0      |
| 2014/15 | Fenerbahçe SK       | Turcja | Süper Lig | 8     | 1      |
| 2015/16 | Fenerbahçe SK       | Turcja | Süper Lig | 3     | 0      |

## Kariera reprezentacyjna
17 lutego 2004 roku Mehmet Topuz zadebiutował w reprezentacji Turcji U-21 w wygranym 2:0 towarzyskim spotkaniu z Danią. Łącznie w kadrze U-21 rozegrał 12 spotkań i strzelił 5 bramek. Z kolei w dorosłej reprezentacji Turcji swój debiut zanotował 1 marca 2006 roku w zremisowanym 2:2 towarzyskim meczu z Czechami. Z Turcją występował w eliminacjach do Euro 2008, jednak na ten turniej nie pojechał.